# Neoplatyura nigricauda
Neoplatyura nigricauda är en tvåvingeart som först beskrevs av Gabriel Strobl 1893.  Neoplatyura nigricauda ingår i släktet Neoplatyura och familjen platthornsmyggor. Arten är reproducerande i Sverige. Inga underarter finns listade i Catalogue of Life.